# Snorkråkan
Snorkråkan är en humorserie, producerad av Kass humor , som hade premiär den 23 oktober 2020 i SVT Barn. En andra säsong hade premiär den 22 oktober 2021  och en tredje säsong hade premiär den 4 november 2022. Säsong 4 hade premiär 20 oktober 2023.
Snorkråkan utspelar sig på ett sommarkollo som leds av kolloledarna, Hillevi och Tore Järv. På dagarna får kollobarnen vara med om olika äventyr som guldjakt, kanotrace, arga fiskegubbar och fredagsmys.

## Rollista (i urval)
| Andreas Magnusson    | – Tore Järv   |
| Katarina Macli       | – Hillevi     |
| Hampus Hedström      | – Victor Hård |
| Jon Lönn             | – Gitarr-Erik |
| Mattias Qwarfordt    | – Pinnen      |
| Christoffer Lundborg | – Biffen      |